# The Cabrians
The Cabrians és un grup de ska de Mataró format el 2001, però només conegut des de 2003 quan van crear el seu propi estil de música, definit com a "Porno Ska mafiós".
Al llarg de la seva dilatada trajectòria han tocat arreu dels Països Catalans així com per tot Espanya. També han actuat a nivell europeu amb concerts a França i Itàlia i han compartit escenari amb cèlebres artises jamaicans com Derrick Morgan, Dave Barker i The Skatalites entre d'altres. També han gravat col·laboracions amb músics de la talla de Dennis Alcapone i, més recentment, Fermín Muguruza.

## Discografia
- 2002 - Aires Marítims, autoeditat.
- 2003 - Live at Showcase, bootleg.
- 2006 - Black Momerota, Redstar73 Records[2]
- 2006 - Boss Porn Sound (feat. Dennis Alcapone), 7'' Liquidator Records.
- 2006 - Every Tah, 7'' Split with Rubén López and flight 404.
- 2007 - For A Few Pussies More, Redstar73 Records,[2] Liquidator Records.
- 2016 - Sun & Shadow Heroes, Liquidator Records.
- 2018 - Welcome to Turistan (feat. Fermín Muguruza), 7'' Propaganda pel Fet.
- 2024 - Dirty Affaire, 7'' Liquidator Records.